# Alyssa Naeher
Alyssa Naeher, née le 20 avril 1988 à Bridgeport, est une footballeuse internationale américaine.

## Jeunesse
Naeher a fréquenté la Christian Heritage School, où elle s'est distinguée en tant que joueuse de soccer. Elle a été sélectionnée trois fois All-State et trois fois FAA All-Conference. De plus, elle a été Parade All-American et deux fois NSCAA Youth All-American. Naeher a également été une étoile du basketball, marquant plus de 2 000 points au cours de sa carrière.

### Boston Breakers (WPS), 2010-2011
Naeher a été sélectionnée par les Boston Breakers avec le 11e choix global du repêchage 2010 de la Women's Professional Soccer, elle a été la première gardienne de but sélectionnée lors du repêchage WPS 2010. Naeher a enregistré son premier blanchissage en carrière le 4 août 2010, contre les Atlanta Beat. Les Breakers ont terminé deuxièmes au classement WPS mais ont perdu la Super Demi-finale contre les Philadelphia Independence.

### Turbine Potsdam, 2011-2013
Après la fin de la saison WPS 2011, Naeher a été transférée au club allemand de Bundesliga Turbine Potsdam. Elle a joué dans 24 matches toutes compétitions confondues lors de la saison 2011/2012 pour Potsdam, qui a remporté la 2011–12 Frauen-Bundesliga. Naeher est retournée à Potsdam pour la saison 2012/2013 après la suspension de la saison WPS 2012.

### En équipe nationale
Alyssa Naeher participe avec l'équipe des États-Unis des moins de 20 ans à la Coupe du monde des moins de 20 ans 2008 organisée au Chili. Lors du mondial junior, elle joue cinq matchs. Les États-Unis remportent la compétition en battant la Corée du Nord. Alyssa Naeher remporte dans le même temps le trophée de meilleur gardienne du tournoi.
Elle est ensuite retenue afin de participer à la Coupe du monde 2015 qui se déroule au Canada. Lors du mondial, elle est remplaçante et ne joue aucun match. Les États-Unis remportent la compétition en battant le Japon.
L'année suivante, elle participe aux Jeux olympiques d'été de 2016 organisés au Brésil.
En 2023, elle fait partie des 23 joueuses sélectionnées par Vlatko Andonovski pour participer à la coupe du monde.

## Palmarès

### Avec lesÉtats-Unis
- Vainqueur de la Coupe du monde des moins de 20 ans 2008 avec l'équipe des États-Unis des moins de 20 ans
- Vainqueur de la Coupe du monde 2015 et de Coupe du monde 2019 avec l'équipe des États-Unis
- Championne olympique en 2024